# Alekseï Kabechov
Alekseï Vadimovitch Kabechov (en russe : Алексей Вадимович Кабешов) est un joueur russe de volley-ball né le 22 juin 1991 à Novossibirsk (oblast de Novossibirsk, alors en URSS). Il mesure 1,90 m et joue libero.

## Clubs
| Club                               | De        | À         |
| ---------------------------------- | --------- | --------- |
| Lokomotiv-Izoumroud Iekaterinbourg | 2011-2012 | 2011-2012 |
| Lokomotiv Novossibirsk             | 2012-2013 | 2012-2013 |
| Gazprom-Iourga Sourgout            | 2013-2014 | ...       |

## Palmarès
- Championnat d'Europe des moins de 21 ans (1)
  - Vainqueur : 2010
- Ligue des champions (1)
  - Vainqueur : 2013